# Dudley Storey
Dudley Storey, född 27 november 1939 i Wairoa i Hawke's Bay, död 6 mars 2017 i Auckland, var en nyzeeländsk roddare.
Han tog OS-silver i fyra utan styrman i samband med de olympiska roddtävlingarna 1972 i München.